# Cratere Cuvier

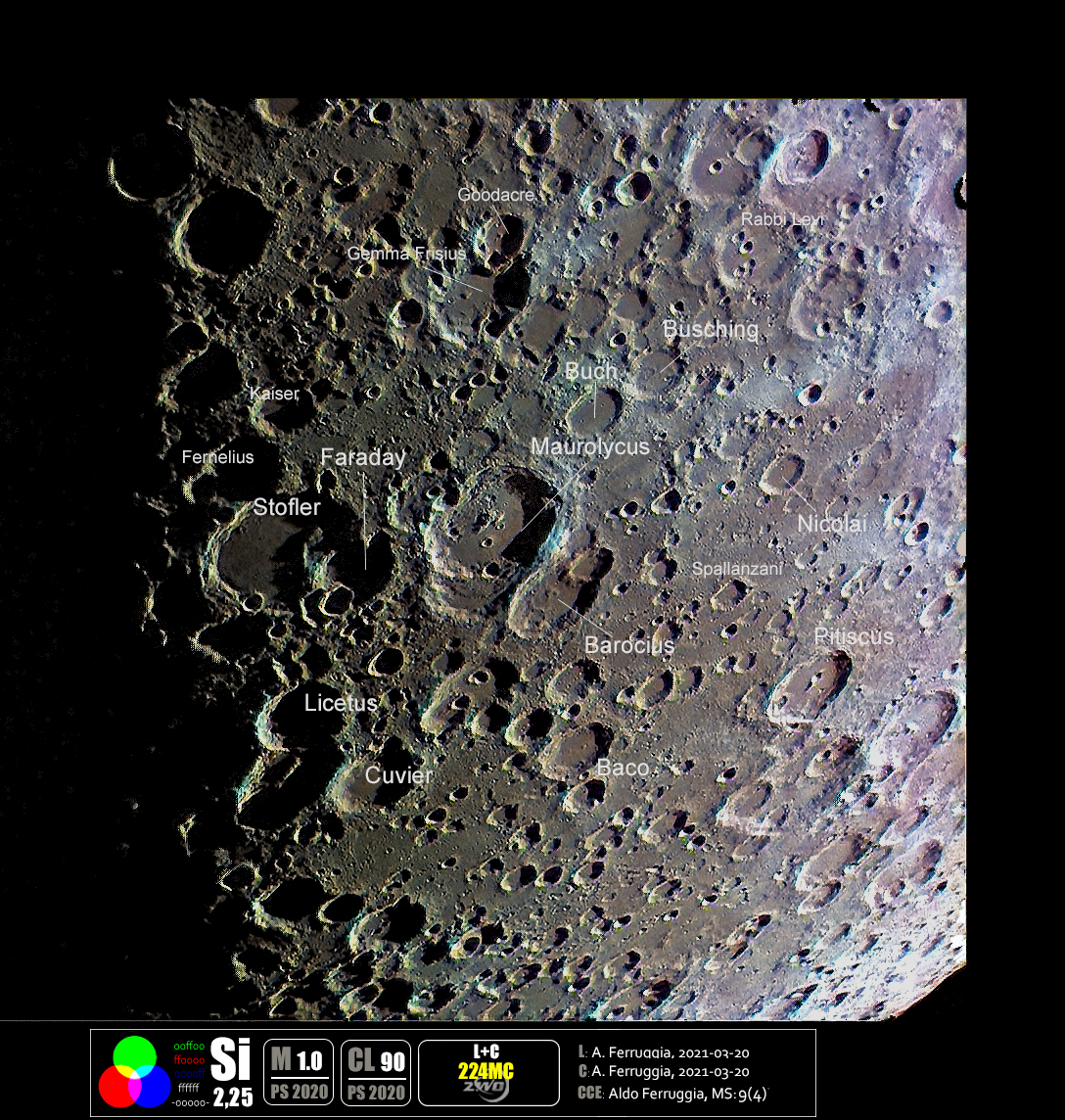
Immagine selenocromatica dell'area del cratere

Cuvier è un cratere lunare di 77,3 km situato nella parte sud-orientale della faccia visibile della Luna, adiacente al bordo est-sud-est del cratere peculiare Heraclitus e a nord-est del cratere Clairaut.
Il bordo di questo cratere è stato eroso da impatti successivi, tanto che le pendici esterne sono assai ridotte come dimensioni e struttura complessiva. Una coppia di piccoli crateri attraversa il bordo settentrionale, ed altri due piccoli impatti giacciono sui margini est e sud. Vi è un gruppo di crateri più piccoli sul bordo nonrd-nord-ovest. Nella porzione di bordo in comune con Heraclitus, fi è un lieve rigonfiamento del bordo, che assume così un aspetto meno rilevato.
Il pianoro interno è piano e povero di caratteristiche, essendo stato coperto da una colata lavica, tuttavia esso non ha la bassa albedo di un mare lunare, ed al contrario ha più o meno lo stesso aspetto del terreno circostante. All'interno si distinguono deboli tracce di una raggiera di un cratere esterno.
Il cratere è dedicato al naturalista e zoologo francese Georges Cuvier.

## Crateri correlati
Alcuni crateri minori situati in prossimità di Cuvier sono convenzionalmente identificati, sulle mappe lunari, attraverso una lettera associata al nome.
| Cuvier | Coordinate            | Diametro (in km) |
| ------ | --------------------- | ---------------- |
| A      | 52°28′48″S 11°54′36″E | 17,86            |
| B      | 51°42′36″S 13°48′00″E | 15,76            |
| C      | 50°00′00″S 11°44′24″E | 8,52             |
| D      | 51°24′36″S 7°45′00″E  | 16,32            |
| E      | 52°24′00″S 12°52′48″E | 18,72            |
| F      | 52°17′24″S 11°10′12″E | 15,13            |
| G      | 50°50′24″S 7°28′12″E  | 7,54             |
| H      | 48°41′24″S 8°25′48″E  | 10,31            |
| J      | 49°16′48″S 8°44′24″E  | 5,17             |
| K      | 52°16′48″S 10°01′12″E | 7,07             |
| L      | 48°55′12″S 9°45′36″E  | 12,61            |
| M      | 53°25′12″S 10°51′00″E | 5,71             |
| N      | 53°31′48″S 12°04′12″E | 4,09             |
| O      | 51°46′48″S 12°03′00″E | 10,67            |
| P      | 50°07′12″S 12°39′36″E | 10,78            |
| Q      | 51°38′24″S 10°31′48″E | 12,66            |
| R      | 51°07′48″S 13°09′00″E | 6,33             |